# Lilian Bathelot
Lilian Bathelot est un écrivain et réalisateur français né le 16 mai 1959 à Aubin (Aveyron). Il est auteur de romans noirs, de romans pour la jeunesse, de romans de science-fiction, ainsi que de nouvelles. Il écrit aussi pour le théâtre.
Il développe parallèlement une activité de réalisateur de films.

## Biographie
Issu des courants d'immigration du XXe siècle (espagnole, italienne, prussienne), et tour à tour saltimbanque et cracheur de feu, professeur de philosophie et conseil en communication, les contre-pieds de son parcours – qui sont aussi passés par l’usine et le bâtiment – débouchent en 1998 sur l’écriture d'un premier roman qui paraît aux éditions Climats (Avec les loups).
Après plusieurs autres romans (parus aux éditions Albin Michel et Métailié notamment) et un détour par la dramatique radiophonique (Radio France) et le théâtre, C’est l’Inuit qui gardera le souvenir du Blanc, son dixième titre, paru en 2006 aux éditions du Navire en Pleine Ville, est largement salué par la critique.
La diversité de son œuvre déroute, car il change de genre presque à chaque nouvelle production littéraire, comme pour découvrir sans cesse de nouveaux territoires.
Le fil rouge de son œuvre est une peinture sociale qui fait la part belle aux lumières de l'humanité de personnages choisis parmi les gens simples, par opposition aux ombres de la civilisation industrielle qui fait l'objet d'une critique acerbe.

## Engagement politique
En 2012, il soutient Jean-Luc Mélenchon, candidat du Front de gauche à l'élection présidentielle.

## Œuvre

### Romans
- Geronimo et moi, 10/18, 2023 prix Robin Cook 2024 décerné par « Polar, vin & cie »[2].
- C'est l'Inuit qui gardera le souvenir du Blanc, Pocket, 2020
- Simple mortelle, J'ai Lu, 2019
- Simple mortelle, La Manufacture de livres, 2018
- Terminus mon ange, La Manufacture de livres, 2014
- Kabylie Twist, Gulf Stream - Réédition poche, 2017
- Kabylie Twist, Gulf Stream - Courants noirs, 2012
- Bleu blanc rouge, Publie.net, 2010
- L'Étoile noire, Gulf Stream - collection Courants noirs, 2010
- La Théorie du K.O., Éditions Jigal, 2008
- Spécial dédicace, Éditions Jigal, 2007
- C'est l'Inuit qui gardera le souvenir du Blanc, Le Navire en pleine Ville, 2006
- Le Rire d’Olga, Éditions Métailié, 2003
- Y'a plus de sushis pour les Bleus, ADCAN éditions, 2002
- Bibalou, il s'en fout, conte, Romain Pages Éditions, 2002
- Du sable dans l'engrenage, Albin Michel, 2001
- Zinedine et Marion, Climats, 2000
- La Théorie du K.O. (épuisé), Climats, 2000
- Spécial dédicace (épuisé), Climats, 1999
- Avec les loups (épuisé), Climats, 1998

### Films (réalisation)
- La Fabuleuse Histoire de la Paravision, coréalisé avec Renée Garaud, documentaire de création, 62 min, film Poekhali, 2013. Sélectionné aux festivals 35e CINEMED (Festival international du film méditerranéen de Montpellier) et 2e FIFIGROT (Festival international du film grolandais - Canal +) où il obtient le prix spécial du jury "Grolywood".[réf. nécessaire]

### Théâtre
- Le Banc, Compagie du Pas sage, 2016
- Le Trésor des six reines, Compagnie de L'Écharpe blanche, 2006
- Le dernier ciel, Radio France, 2003

### Beaux livres
- Le Petit Garagiste Photos : G. Martial, texte L. Bathelot, Éditions singulières, 2010

### Nouvelles (sélection)
- L'Œil du loup, in L'École de la mort, Gulf Stream, collection Courants noirs, 2013
- Tatoo cœur, in L'École de la mort, Gulf Stream, collection Courants noirs, 2013
- La Maison des morts, in Le cimetière marin, Éditions Sigulières, 2008
- Les Cœurs légers, in 68, Cap Béar éditions, 2008
- Rouge, in Nouvelles de la Révolte, Cap Béar éditions, 2007
- Pimpant février, in Le Noir dans le Blanc, Éditions Autrement 2006 (Prix des lecteurs du festival de Vars 2007)
- Flonflons, in Vivre en Languedoc-Roussillon (magazine), 2005
- Le Petit Linceul, in Le Noir dans le Blanc, éditions Autrement, 2005
- Station Autres-Mondes, L'Humanité, 2004
- Le Quintal, almanach Agrobiosciences, 2003
- Garde-à-vue, Libération, 2002
- Avoir aimé in L'Agenda du Polar, 2002
- 7 Familles du polar, Éditions Baleine, 2002
- Soleil noir, La Marseillaise, 2001

## Sources
- Claude Mesplède (dir.), Dictionnaire des littératures policières, vol. 1 : A - I, Nantes, Joseph K, coll. « Temps noir », 2007, 1054 p. (ISBN 978-2-910-68644-4, OCLC 315873251)